# 両子山
両子山（ふたごさん、ふたごやま）は、大分県国東市にある国東半島の最高峰である。標高は720.6メートル。山麓には六郷満山の寺院群が点在し、近年はミカン栽培が盛んである。瀬戸内海国立公園に含まれている。

## 両子火山群
両子火山群は、両子山を中心として国東半島を形成している火山群である。国東半島の中央部にある溶岩台地および溶岩ドームと、その周りにある侵食された火砕流堆積物からなる。190万年前 - 110万年前に活動した。国東半島全体が両子火山の噴出物で形成されているが、開析が進んでいてV字の緩やかな谷が多数ある。中央部には溶岩ドームや溶岩台地が多数あり、いくつもの峰を形成している。岩質は角閃石安山岩-デイサイト。
- 両子山溶岩ドーム
- 岡ノ岳溶岩ドーム
- 奥台山溶岩ドーム など

## 通信施設
国東半島周辺に対して見晴らしがきくため、業務無線の中継所やアマチュア無線の中継局が設置されている。山頂までは、両子寺から車が通行できる保守用道路があるが、一般車両は通行できない。
- 国土交通省無線中継所
- 防衛省無線中継所
- 警察庁無線中継所